# Proutěný muž

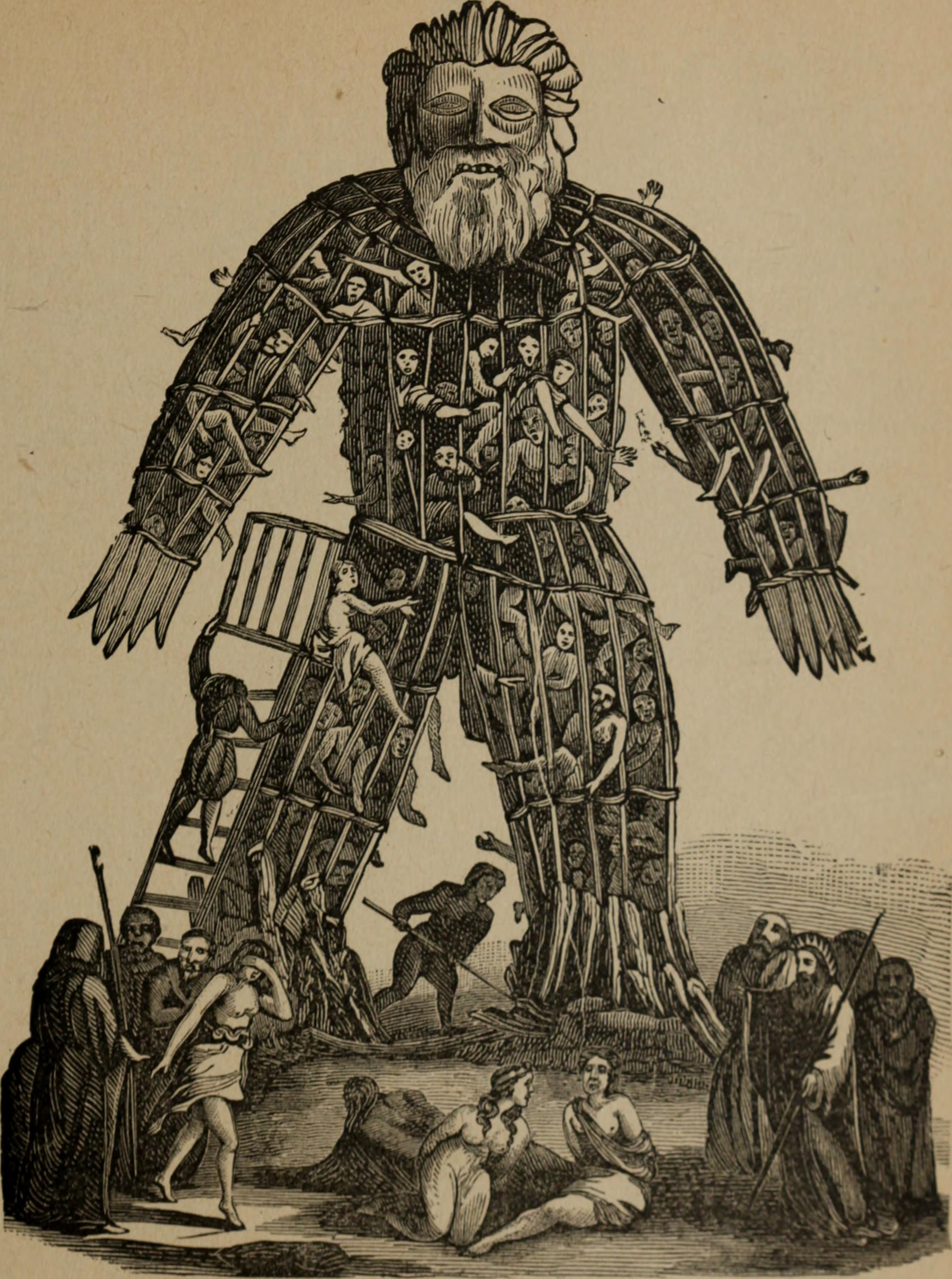
Ilustrace proutěného muže z knihy George J. Hagara What the world believes z roku 1888

Proutěný muž byla údajně velká proutěná uměle zhotovená postava, ve které druidové pomocí ohně obětovali lidi a zvířata. Hlavním pramenem potvrzujícím tento způsob oběti je výrok římského vojevůdce Julia Caesara v jeho Zápiscích o válce galské, který ale byl dle moderní vědy převzat Caesarem od řeckého spisovatele Poseidónia.
Do širšího povědomí veřejnosti se proutěný muž dostal díky britskému filmu Rituál (anglicky The Wicker Man) z roku 1973. Proutěný muž je také pálen při některých novopohanských ceremoniích a slavnostech.

## Starověké prameny

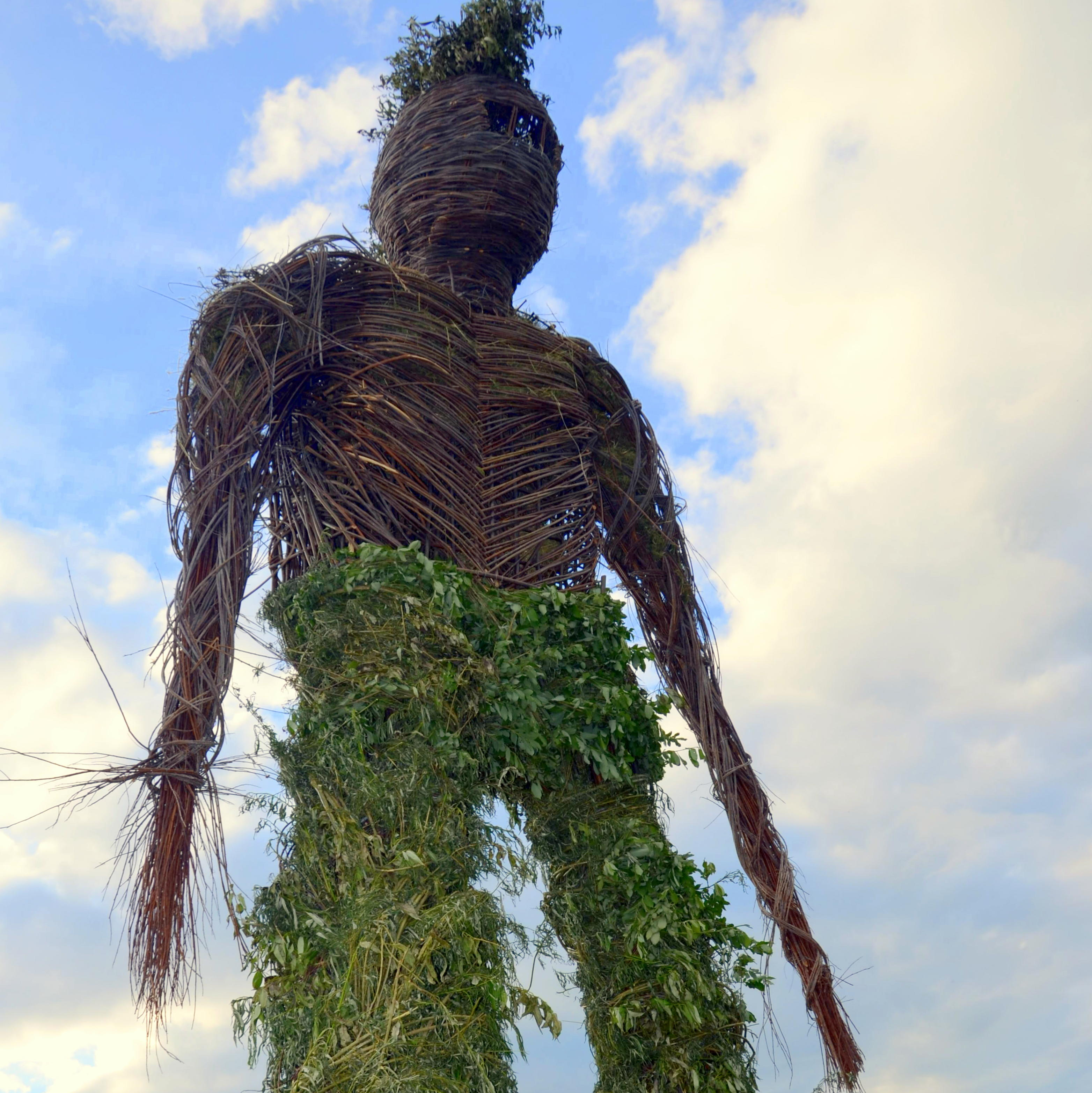
Proutěný muž během slavnosti v polské vesnici Wola Sękowa, 2014

V 1. století př. n. l. římský vojevůdce Julius Caesar a řecký geograf a historik Strabón zmiňují proutěného muže jako jeden z mnoha způsobů, kterým druidové z Galie prováděli své oběti. Dle Caesarových Zápisků o válce galské byla velká proutěná postava naplněna živými lidmi a poté zapálena. Preferovanou obětí měli být zločinci, ale v případě jejich nedostatku mohli být upalováni i nevinní lidé. Strabón o něco později ve své Geografice píše, že lidé a zvířata byli Kelty upalováni ve velké figuríně ze dřeva a slámy, i když neupřesňuje, zda byly oběti naživu. Zbylý popel měl napomáhat růstu zemědělských plodin.
I řecký historik Diodóros Sicilský v díle Bibliothéké historiké popisuje keltské zvířecí i lidské zápalné oběti, ty ale měly být upalovány na obrovských hranicích spolu s první úrodou. V moderní době pak byla vznesena domněnka, že jak Diodóros, tak Strabón tyto informace čerpali z dnes již ztraceného díla řeckého historika Poseidónia.
V 1. století našeho letopočtu se římský spisovatel Lucanus zmínil o lidských obětech galským bohům Esovi, Toutatisovi a Taranisovi. V komentáři k Lucanovi (Commenta Bernensia) pak neznámý autor doplnil, že obětiny bohu Taranisovi byly spáleny v dřevěné konstrukci.
Archeologické nálezy potvrzují praxi vykonávání lidských obětí mezi keltskými národy, šlo ale pouze o vzácný jev, a někteří badatelé zdůrazňují, že starověké řecko-římské zprávy je třeba zkoumat kriticky, jelikož pro Řeky a Římany bylo prospěšné předávat jakékoli bizarní a negativní informace o nepřátelských Keltech. Touha zobrazovat keltské národy jako „barbary“ mohla vést k záměrnému přehánění či lžím.

## Novověk a 19. století
Existují zprávy o pálení velkých proutěných postav na francouzském území v 18. a 19. století, a dle Wilhelma Mannhardta docházelo v Brie k pálení velkých proutěných figur opakovaně během oslav letního slunovratu. Až do roku 1743 byla každého 3. července na pařížské Rue aux Ours spálena velká proutěná postava v podobě vojáka nebo válečníka, přičemž dav přihlížejících zpíval Salve Regina. V Bagnères-de-Luchon byli během slunovratu zaživa upalováni hadi ve vysokém proutěném sloupu ozdobeném listím a květinami. Očitý svědek tohoto obřadu konaného v roce 1890 uvedl, že postava tvarem připomínala mumii a byla vysoká asi 6 metrů.

## V moderní době a populární kultuře
Popularitu přinesl proutěnému muži britský film Rituál (1973), na nějž navázal stejnojmenný americký remake z roku 2006. 
V 20. a 21. století byl proutěný muž (bez lidských nebo zvířecích obětí) spálen na některých novopohanských obřadech, lidových slavnostech a festivalech jako jsou Burning Man ve Spojených státech či zaniklý Wickerman Festival ve Skotsku. Moderní proutění muži mívají různou velikost a bývají spáleni obvykle ke konci oslavy. Skládají se z dřevěné konstrukce propletené pružnými pruty, a někteří z nich jsou velmi propracovaní a jejich sestavení zabere několik dnů.
V severním Portugalsku končí tradiční slavnost Caretos spálením velké lidské postavy s rohy, zatímco kolem ní běhají mladí lidé.
Anglická skupina Iron Maiden odkazuje na proutěného muže ve své písni „The Wicker Man“ z alba Brave New World. Motiv obětování v proutěné postavě se objevuje i ve fantasy cyklu Zaklínač od Andrzeje Sapkowského a v počítačové hře Assassin's Creed Valhalla.